# Niphogenia turneri
Niphogenia turneri är en tvåvingeart som beskrevs av Wilder 1981. Niphogenia turneri ingår i släktet Niphogenia och familjen Brachystomatidae.
Artens utbredningsområde är Idaho. Inga underarter finns listade i Catalogue of Life.